# Cordillera de los Estados Unidos
La cordillera de los Estados Unidos es una de las cadenas montañosas más septentrionales en el mundo y de la cordillera Ártica y sólo es superada por las Montañas Challenger hacia el noroeste. La cordillera se encuentra en la región noreste de la isla de Ellesmere en el Nunavut, Canadá, y es parte de las Montañas Innuitian. La montaña más alta de la cordillera es el Monte Eugene (1850 m). La cordillera del Imperio Británico se encuentra inmediatamente al oeste de la Cordillera de los Estados Unidos.
La cordillera fue nombrada en 1861 por el explorador estadounidense Isaac Israel Hayes.